# فرانك كولمان (لاعب كرة قاعدة)
فرانك كولمان هو لاعب كرة قاعدة كندي، ولد في 2 مارس 1918 في لندن في كندا، وتوفي في 19 فبراير 1983.

## وصلات خارجية
- فرانك كولمان على موقع دوري كرة القاعدة الرئيسي (الإنجليزية)
- فرانك كولمان على موقعبيزبول رفرنس.كوم (الدوري الرئيسي) (الإنجليزية)